# Dendrolagus lumholtzi
Dendrolagus lumholtzi är en pungdjursart som beskrevs av Robert Collett 1884. Dendrolagus lumholtzi ingår i släktet trädkänguruer och familjen kängurudjur.  Inga underarter finns listade.

## Utseende
Arten når en kroppslängd (huvud och bål) av 52 till 71 cm och en svanslängd av 47 till 80 cm. Hannar är med en genomsnittlig vikt av 8,6 kg tyngre än honor som väger omkring 7,05 kg. Ansiktet är svartgrå och kring ansiktet förekommer en ljus brunaktig krans. Pälsen på ovansidan är gråbrun med svarta skuggor och undersidans päls är allmänt ljusare.

## Utbredning
Pungdjuret förekommer på östra sidan av Kap Yorkhalvön (Australien). Arten vistas i låglandet och i upp till 1 600 meter höga bergstrakter. Habitatet utgörs av olika slags skogar och delvis jordbruksmark.

## Ekologi
Individerna vilar på dagen gömda i täta bladansamlingar eller mellan klätterväxter som ligger 6 till 13 meter över marken. Födan utgörs av blad, blommor och frukter. Dendrolagus lumholtzi kan leva ensam eller i små flockar som består av en hanne, några honor och ungdjur. Allmänt har hannar 2 hektar stora revir och honornas territorier är cirka 0,7 hektar stora med överlappningar. Enda undantaget är hannar som inte tillåter vuxna artfränder av samma kön i reviret.
Honor kan vara brunstiga under alla årstider. Efter dräktigheten som varar 42 till 48 dagar föds en unge som lever 35 till 39 veckor i moderns pung (marsupium). Ungar som lämnade pungen diar sin mor ytterligare en till två månader. Sedan stannar de ungefär två år i moderns revir. Könsmognaden infaller för honor efter 2 år och för hannar efter 4,5 år. En fördröjd dräktighet är inte känd för arten.

## Status
Exemplar som tillfällig vistas på marken kan falla offer för fri gående hundar. Flera exemplar dödas när de korsar en väg. Det begränsade utbredningsområde gör arten känslig för förändringar. IUCN kategoriserar arten globalt som nära hotad (NT).
Pungdjurets utbredningsområde ingår i världsarvet Queenslands våta tropiker. I några jordbruksområdet återskapades skogar. Särskilda broar eller tunnlar för djur minskade antalet trafikolyckor.

## Bildgalleri

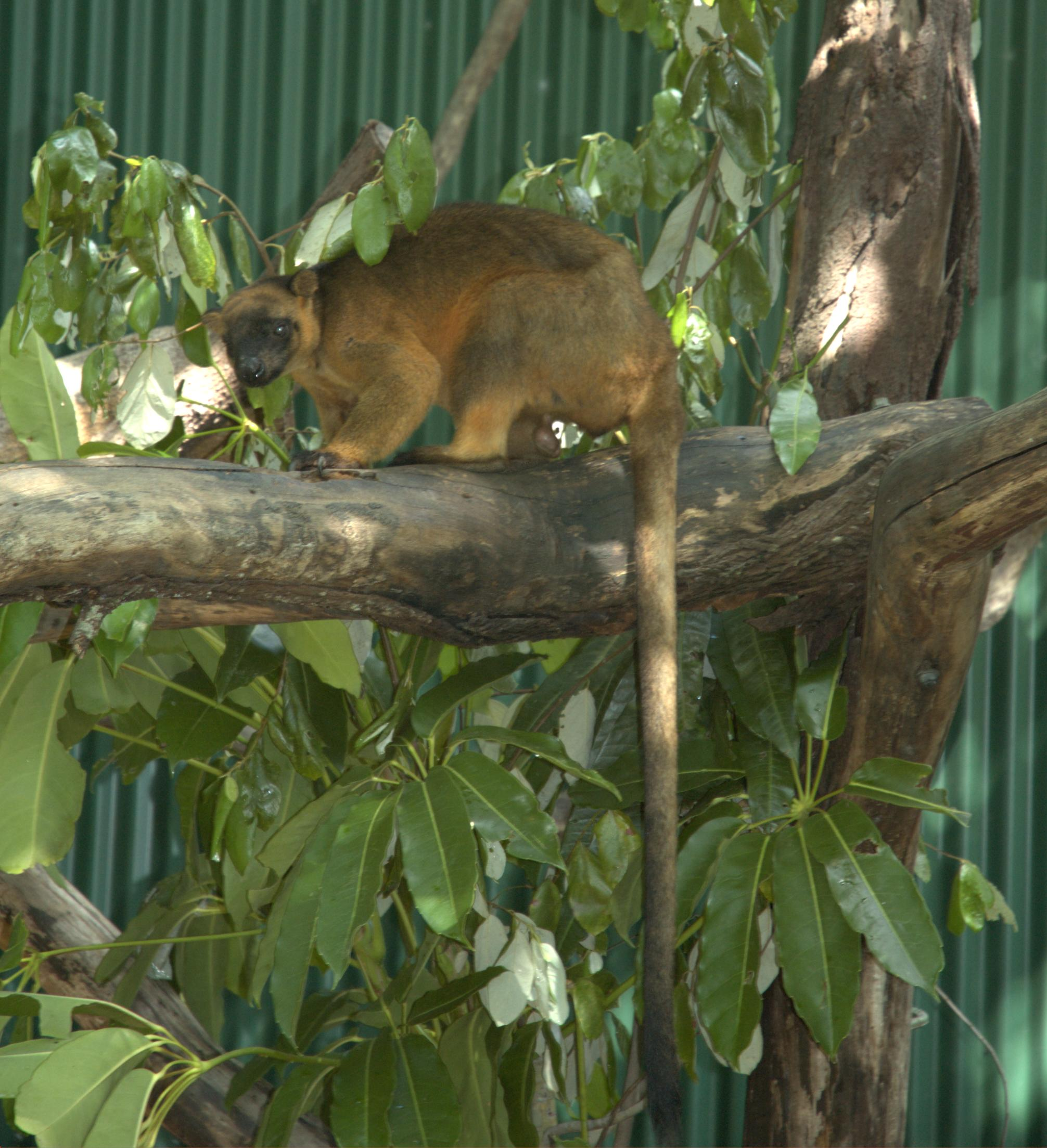
Dendrolagus lumholtzi i Port Douglas zoo.
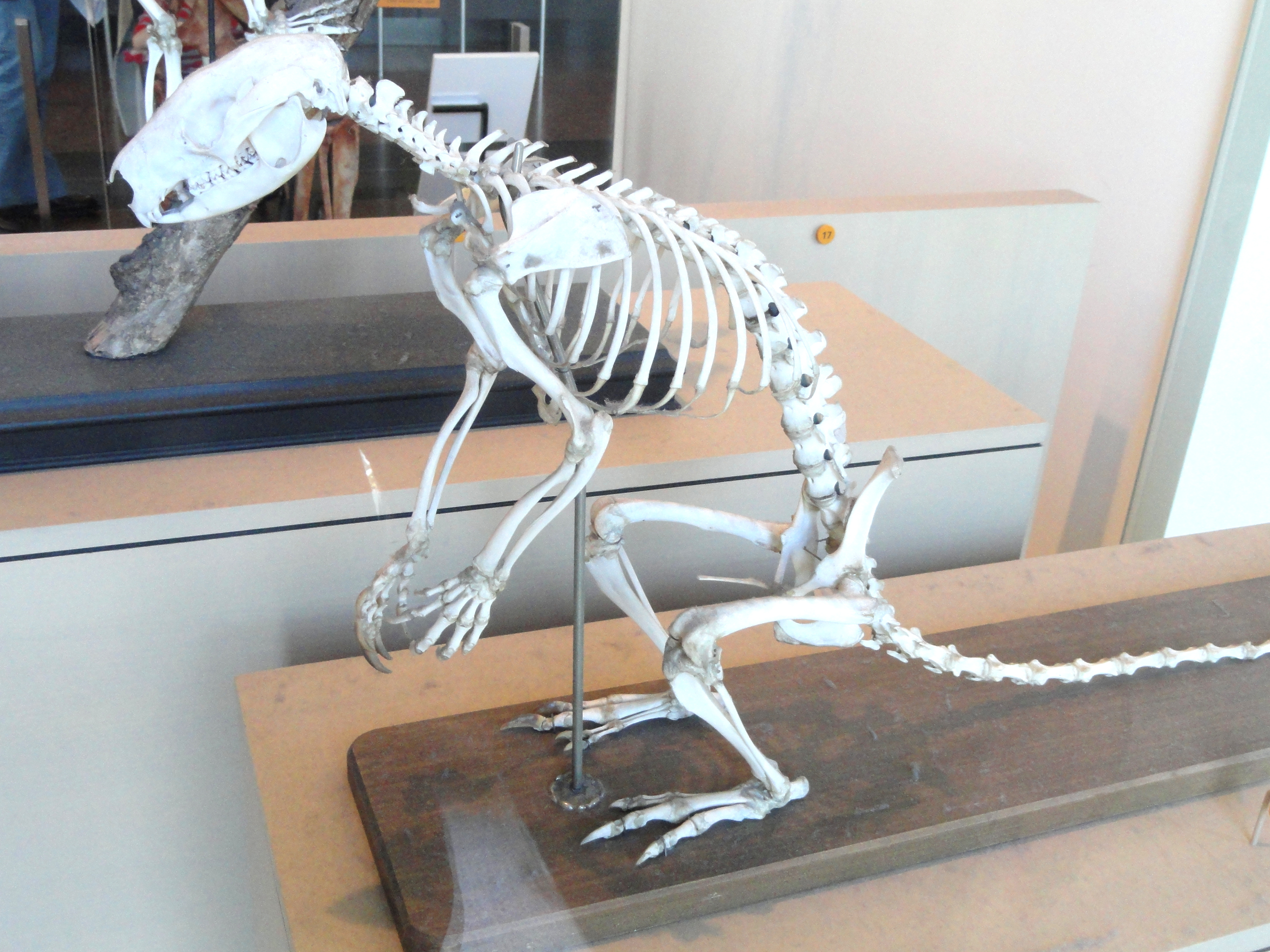
Skelett.